# Izbașivka, Domanivka
Izbașivka (în ucraineană Ізбашівка) este un sat în comuna Suha Balka din raionul Domanivka, regiunea Mîkolaiiv, Ucraina.

## Demografie
Componența lingvistică a localității Izbașivka
     Ucraineană (90,8%)
     Rusă (4,6%)
     Română (4,6%)
Conform recensământului din 2001, majoritatea populației localității Izbașivka era vorbitoare de ucraineană (90,8%), existând în minoritate și vorbitori de rusă (4,6%) și română (4,6%).